# Tetrastigma touranense
Tetrastigma touranense är en vinväxtart som beskrevs av François Gagnepain. Tetrastigma touranense ingår i släktet Tetrastigma och familjen vinväxter. Inga underarter finns listade i Catalogue of Life.